# مصرف استثماري
المصرف الاستثماري هو شركة خدمات مالية أو قسم في شركة، يشارك في معاملات مالية قائمة على الاستشارات نيابةً عن الأفراد أو الشركات أو الحكومات. ترتبط هذه المصارف عادة بتمويل الشركات، لتساعد في زيادة رأس المال بالتوقيع أو التصرّف بالوكالة عن العميل في إصدار السندات. قد يساعد المصرف الاستثماري أيضًا الشركات التي تتّحد بشركات أخرى أو تستحوذ عليها، ويقدم خدمات إضافية مثل صناعة الأسواق وتجارة المشتقات وسندات الحصص وخدمات أدوات الدخل الثابت والعملات والسلع). تحافظ معظم المصارف الاستثمارية على أقسامها للسمسرة وإدارة الأصول مقترنة بشركاتها لبحث الاستثمارات. تنقسم هذه الصناعة إلى ثلاث طبقات: الفئة العليا، والفئة الوسطى (للشركات متوسطة الحجم)، وفئة المتاجر الصغيرة (للشركات المتخصصة).
خلافًا للمصارف التجارية والاستهلاكية، لا تقبل المصارف الاستثمارية الودائع. منذ إقرار قانون غلاس ستيغول في 1933 إلى إلغائه في 1999 بموجب قانون غرام ليتش بليلي، حافظت الولايات المتحدة على فصل بين المصارف الاستثمارية والمصارف التجارية. أما الدول الصناعية الأخرى مثل دول مجموعة G7، فلم تحافظ تاريخيًّا على هذا الفصل. في جزء من إصلاح دود فرانك لوول ستريت ومن قانون حماية المستهلك الصادر عام 2010 (قانون دود وفرانك عام 2010)، أكّد قانون فولكر على الفصل المؤسسي بين خدمات المصرفية الاستثمارية وخدمات المصرفية التجارية.
كل النشاط المصرفي الاستثماري يصنَّف إمّا في «جانب البيع» وإما في «جانب الشراء». «جانب البيع» يشمل بيع سندات مقابل نقد أو سندات أخرى (على سبيل المثال: تسهيل المعاملات، صناعة السوق)، أو ترويج سندات (الاكتتاب والبحث وغيرها مثلًا). «جانب الشراء» يشمل تقديم المشورة للمؤسسات لتشتري خدمات استثمارية. أشيَع أنواع عناصر جانب الشراء هي صناديق الحصص الخاصة، والصناديق المشتركة، وشركات التأمين على الحياة، وصناديق الوحدات، وصناديق التحوّط.
يمكن أن يقسَّم المصرف الاستثماري إلى عناصره الخاصة وعناصره العامة، ويكون بينهما حاجز يمنع المعلومات من العبور. المجال الخاص للمصرف يتعامل مع المعلومات الخاصة الداخلية للمصرف التي لا يمكن كشفها للعموم، أما المجال العام كتحليل سوق الأسهم، فيتعامل مع المعلومات العامة. يجب على المستشار الذي يقدم خدمات مصرفية استثمارية في الولايات المتحدة أن يستصدر رخصة سمسار، وهو خاضع لهيئة الأوراق المالية والبورصات الأمريكية، ولتشريعات سلطة الصناعة المالية التشريعية.

## التاريخ

### التاريخ المبكر
مهمٌّ أن نلاحظ أنه من مطلع القرن السابع عشر إلى أواسط القرن الثامن عشر، كان اقتصاد الجمهورية الهولندية بأنظمته المالية والعملية أكثر الاقتصادات تقدّمًا وإتقانًا في التاريخ. كانت شركة إيست إنديا الهولندية أول شركة تصدر أسهمًا وحصصًا للعموم. كانت هذه الشركة أول شركة يُتاجر بأسهمها تجارة عامة، وأول شركة تُدرَج في سوق أسهم رسمي. ساعد الهولنديون كذلك في وضع قواعد المصرفية الاستثمارية الحديثة.

### تطوّرات لاحقة
تغيّرت المصرفية الاستثمارية مع مرور السنين، إذ بدأت كشركة تركّز على اكتتاب السندات وإصدارها، أي بالعروض العامة الأولية، وبالعروض السوقية الثانوية، وبالسمسرة وإدماج الشركات وشركائها، ثم تطورت إلى مجال «خدمة كاملة» يشمل البحث في السندات، والتجارة المالكية وإدارة الاستثمارات. في القرن الواحد والعشرين، شملت ملفّات هيئة الأوراق والبورصات الأمريكية للمصارف الاستثمارية المستقلة مثل غولدمان ساكس ومورغان ستانلي ثلاثة أقسام للمنتجات:
1. المصرفية المركزية (الإدماجات والحيازات، وخدمات المشورة واكتتاب السندات)،
2. إدارة الأصول (صناديق الاستثمار المموّلة)،
3. التجارة والاستثمارات الأصلية (نشاطات السمسرة، وتشمل التجارة المالكية (تعاملات «التجار»، وتعاملات «الوسطاء»)).[10]

في الولايات المتحدة، فُصلت المصرفية الاستثمارية عن المصرفية التجارية بموجب قانون غلاس ستيغال، الذي أُلغي بعد ذلك عام 1999. أدّى إلغاء القانون إلى تقديم مزيد من «المصارف العامة» مجالات أوسع من الخدمات. طوّر كثير من المصارف التجارية الكبيرة بعد ذلك أقسامًا للخدمات المصرفية الاستثمارية بالحيازات والتوظيف. من المصارف الكبيرة التي تحوي خدمات مصرفية استثمارية: دجي بي مورغان تشيس، وبنك أمريكا، وسيتيغروب، وكريديت سويس، ودوتشه بانك، ويو بي إس، وباركليس.
بعد الأزمة المالية في عام 2007–08، وإقرار قانون دود فرانك عام 2010، حدّت التشريعات بعض عمليات المصرفية الاستثمارية، لا سيما بتقييدات قانون فولكر على التجارة المالكية.
تراجعت خدمة الاكتتاب على السندات من حيث نسبة العوائد. منذ عام 1960، كان 70% من عوائد ميريل لينش تأتي من عمولات البيع، أما «خدمات المصرفية الاستثمارية التقليدية» فلم تبلغ إلا 5%. ولكن ميريل لينش كان «مهتمًّا بالتجّار الصغار» نسبيًّا وكان لديه شبكة سمسرة واسعة.

## البنية التنظيمية

### أنشطة المصرفية الاستثمارية الأساسية
تنقسم الخدمات المصرفية الاستثمارية إلى أنشطة المكتب الأمامي، والمكتب الأوسط، والمكتب الخلفي. تقدّم المصارف الاستثمارية الكبيرة كل أنواع الأنشطة، التي في «جانب البيع» وفي «جانب الشراء»، أما شركات الاستثمار الأصغر مثل مصارف المتاجر الاستثمارية، والسماسرة الصغيرون فيركزون على المصرفية الاستثمارية والمبيعات والتجارة والبحث، على الترتيب.
تقدّم المصارف الاستثمارية خدماتها للشركات المصدرة للسندات وللمستثمرين المشترين للسندات. تقدم المصارف الاستثمارية للشركات معلومات عن زمان وكيفية إطلاق السندات في السوق المفتوحة، وهي خدمة مهمة لسمعة المصرف الاستثماري. لذا، تلعب المصارف الاستثمارية دورًا مهمًّا في إصدار عروض السندات الجديدة.

#### المكتب الأمامي
يُوصف المكتب الأمامي عادة بأن دوره هو جرّ العوائد. وللمكتب الأمامي مجالان: المصرفية الاستثمارية والأسواق.
- تشمل المصرفية الاستثمارية تقديم المشورة للمنظمات بشأن الإدماجات والحيازات، وكذلك طيفًا واسعًا من وسائل إنماء رؤوس المال.[13]
- تقسّم الأسواق إلى «المبيعات والتجارة» و«البحث».

##### التمويل المشترك
التمويل المشترك هو جانب من المصرف الاستثماري يشمل مساعدة العملاء على الحصول على المال في أسواق رأس المال، وتقديم المشورة لهم بشأن الإدماجات والحيازات، وقد يشمل هذا إشراك المستثمرين في إصدار سند، أو التنسيق مع المناقصين، أو مفاوضة هدف للإدماج. يُنشأ كتاب ترويج يحوي معلومات مالية لترويج المصرف لعملاء الحيازة والإدماج المحتملين، فإذا نجح الكتاب، ينظّم المصرف الصفقة للعميل.
ينقسم قسم المصرفية الاستثمارية عادة إلى مجموعات تغطية الصناعة ومجموعات تغطية المنتج. تركز مجموعات تغطية الصناعة على صناعة معينة — كالرعاية الصحية، والتمويل العام (الحكومات) ومجموعات المؤسسات المالية، وأصحاب الصناعات وشركات التقانة والإعلام والتواصل، وشركات الطاقة والمستهلكين والأطعمة والأشربة، والدفاع المشترك والحوكمة، وتحافظ على علاقاتها مع الشركات في الصناعة لتأتي بعمل للمصرف. تركّز مجموعات تغطية المنتج على المنتجات المالية، كالإدماجات والحيازات والتمويل الرفعي والتمويل العامل وتمويل الأصول والتأجير والتمويل البنيوي وإعادة الهيكلة وإصدار الحصص والديون.

#### المكتب الأوسط
يشمل هذا القسم إدارة الخزينة المصرفية، والرقابة الداخلية، والخطط الداخلية للشركة.
خزينة الشركة هي المسؤولة عن تمويل المصرف الاستثماري، وإدارة بنية رأس المال، ومراقبة خطر التسييل، وهي مسؤولة أو مشاركة في المسؤولية عن إطار تسعير نقل الأموال في المصرف.
يراقب قسم الرقابة الداخلية ويحلل تدفقات رؤوس المال إلى الشركة، والقسم المالي هو المُشير الأساسي لكبير الإداريين في المجالات الأساسية كالتحكم في تعرّض الشركة العام للخطر، وربحية أعمال الشركة المختلفة وبنيتها، من خلال فرق مراقبة منتجات مكتب التداول. في الولايات المتحدة والمملكة المتحدة، مراقب الحسابات منصب كبير، يخضع عادة للمدير المالي مباشرة.

#### المكتب الخلفي
يتحقق المكتب الخلفي من بيانات التجارات التي جرت، ويضمن أنها ليست خاطئة، ويُتمّ التحويلات اللازمة. يستعين كثير من المصارف على جهات خارجية لهذا الشأن. لكنه مع ذلك جزء أساسي من المصرف.